# Grammitis recondita
Grammitis recondita är en stensöteväxtart som beskrevs av Conrad Vernon Morton. Grammitis recondita ingår i släktet Grammitis och familjen Polypodiaceae. Inga underarter finns listade.